# 그루지
《그루지》(영어: The Grudge)는 시미즈 다카시의 2004년 미국, 일본의 초자연 공포 영화이다. 시미즈 본인이 연출했던 2002년 일본 공포 영화 《주온》을 직접 리메이크하였다.
일본 영화 《링》(1998)의 미국 리메이크 영화인 《링》(2002)의 흥행에 영향을 받아 제작되었으며, 《헌티드 힐》(1999), 《13일의 금요일》(2009) 등과 함께 박스 오피스에서 가장 성공한 공포 영화 리메이크 중 하나로 꼽힌다.
속편 《그루지 2》(2006)로 이어진다.

## 줄거리
주온은 분노나 슬픔에 사로잡힌 인간이 죽을 때 발생하는 저주의 원령(怨霊)을 가리킨다.
도쿄의 평범한 주부 사에키 가야코는 교수 피터를 짝사랑하는데, 이를 알게 된 남편 다케오는 사에키는 물론 아들 도시오, 애완 고양이 마까지 전부 죽이고 집 안에 시체를 숨긴다. 그러나 원령이 된 도시오가 다케오를 목매달아 죽여 버린다. 가야코의 편지를 받고 사에키가를 찾아온 피터 역시 도시오의 저주로 다음 날 투신 자살을 감행한다.
몇 년 뒤 맷과 제니퍼 부부가 이 집으로 이사를 온다. 이들이 모시고 사는 치매 환자 에마를 돌볼 간병인으로 요코가 파견됐다가 실종되자 상사 앨릭스는 2차로 교환 학생이며 요코의 동료인 캐런을 보낸다.
캐런은 테이프로 봉인된 옷장을 이상히 여겨 이를 뜯어냈다가 그 안에서 도시오가 나오고 가야코의 원령이 천장에서 내려와 에마를 사로잡는 걸 보고 충격을 받아 쓰러진다. 캐런은 가야코에게 시달리기 시작하고, 다락에서 맷과 제니퍼의 시체와 함께 누군가의 아래턱이 발견된 직후 앨릭스가 아래턱이 사라진 요코에게 공격을 받아 죽는다. 맷의 여동생 수전도 저주를 받아 사망한다.
형사 나카가와는 사에키의 죽음을 파헤치던 동료 셋이 저주에 걸려 죽었음을 밝힌다. 나카가와는 문제의 사에키가 집에 기름을 붓고 불에 태우려고 하지만 그 전에 다케오에게 공격을 당해 사망한다. 남자친구 더그가 자신을 만나려고 사에키가에 갔다는 걸 알게 된 캐런은 급히 그곳으로 향하지만 가야코에게 붙잡힌 더그는 그 충격으로 사망한다. 캐런은 나카가와의 과업을 이어받아 집에 불을 놓는 작전 완수에 성공한다.
하지만 캐런이 깨어나 보니 집은 전소되지 않았고 가야코는 여전히 캐런의 곁에 있다.

## 출연진
- 세라 미셸 겔러 - 캐런 역
- 제이슨 베어 - 더그 역
- 윌리엄 메이포서 - 매슈 역
- 클리아 듀발 - 제니퍼 역
- 케이디 스트리클런드 - 수전 역
- 그레이스 저브리스키 - 에마 역
- 빌 풀먼 - 피터 커크 역
- 로자 블라지 - 마리아 역
- 테드 레이미 - 앨릭스 역
- 이시바시 료 - 나카가와 형사 역
- 마키 요코 - 요코 역
- 오제키 유야 - 사에키 도시오 역
- 후지 다카코 - 사에키 가야코 역
- 마쓰야마 다카시 - 사에키 다케오 역
- 모리시타 요시유키 - 경비 역

## 우리말 녹음
SBS 성우진 (2010년 4월 24일)
- 박소라 - 캐런(세라 미셸 겔러)
- 정재헌 - 더그(제이슨 베어)
- 최원형 - 피터(빌 풀먼)
- 이진화 - 에마(그레이스 저브리스키)
- 유동균 - 매슈(윌리엄 메이포서)
- 채의진 - 제니퍼(클리아 듀발) / 요코(마키 요코)
- 소연 - 수전(케이디 스트리클런드) / 마리아(로자 블라지)
- 서광재 - 앨릭스(테드 레이미)
- 이봉준 - 나카가와 형사(이시바시 료)
- 신찬혁 - 이카라시 형사(마쓰나가 히로시)